# Amasonia campestris
Amasonia campestris là một loài thực vật có hoa trong họ Hoa môi. Loài này được (Aubl.) Moldenke mô tả khoa học đầu tiên năm 1934.